# 寬牙鮃
寬牙鮃為輻鰭魚綱鰈形目鰈亞目牙鮃科的其中一種，為亞熱帶海水魚，分布於西大西洋區，從美國北卡羅萊納州至墨西哥灣海域，棲息深度6-200公尺，體長可達46公分，棲息在沿岸淺水域、潟湖、海灣，其生活習性不明。

## 扩展阅读
維基物種上的相關：寬牙鮃